# ناتاشا كوبر
ناتاشا كوبر (بالإنجليزية: Natasha Cooper)‏ هي مؤلفة وكاتِبة بريطانية، ولدت في 1951 في لندن في المملكة المتحدة.